# آویاتیکو
آویاتیکو (به ایتالیایی: Aviatico) یک کومونه در ایتالیا است که در استان برگامو واقع شده‌است.

## خصوصیات
آویاتیکو ۸٫۴ کیلومترمربع مساحت و ۴۹۶ نفر جمعیت دارد و ۱٬۰۲۲ متر بالاتر از سطح دریا واقع شده‌است.